# Абдулаев, Ахмед Магомедович
Ахмед Магомедович Абдулаев (авар. АхӀмад ХӀажи ГӀабдулаев; род. 15 сентября 1959, с. Верхнее Инхо, Гумбетовский район, Дагестанская АССР, РСФСР, СССР) — муфтий, Председатель Центрального духовного управления мусульман Дагестана, шейх Накшбандийского и Шазалийского тарикатов, один из духовных лидеров мусульман Дагестана.

## Биография
Родился 15 сентября 1959 в Дагестанской АССР, в селе Инхо Гумбетовского района. С ранних лет обучался арабскому языку и основам исламской религии. В его семье всегда сохранялась атмосфера преданности вере и религии, даже в советское время, когда верующие официально подвергались преследованиям, его родные берегли свою веру и не боялись воспитывать детей по заветам своей религии. Ахмед является внуком известного суфийского шейха Накшбандийского и Шазалийского тарикатов Абдулхамида-Афанди.

## Богословская деятельность
Начал изучать богословские науки в 1972 году. В 1991 году стал имамом мечети в Кизилюртовском районе.
С 1992 года занялся преподавательской деятельностью в Исламском институте в Кизилюрте, где занимал должность ректора.
В 1998 году на совете алимов Дагестана Ахмед Абдулаев был единогласно избран муфтием и председателем Духовного управления мусульман Дагестана.
В 2010 году получил от Саида Афанди Чиркейского степень духовного наставника (иджазу), но наставлением мюридов не занимался. После смерти шейха Саида Афанди Чиркейского Ахмад Афанди начал наставлять мюридов.
В 2013 году муфтий Дагестана шейх Ахмед Абдулаев получил почётный статус Хранителя священных реликвий пророка Мухаммеда, а также ему были переданы сами реликвии, в том числе и волосы Мухаммеда.

## Награды
Государственные
- Орден Дружбы (4 октября 2019) — за заслуги в сохранении и развитии духовных и культурных традиций, активную деятельность, направленную на укрепление дружбы между народами[3][4]
- Почётная грамота Президента Российской Федерации (4 сентября 2023) — за большой вклад в гармонизацию межрелигиозных и межнациональных отношений[5]

Ведомственные
- Памятный знак «95 лет гражданской авиации» (2018, Минтранс России)
- Медаль «Совет Федерации. 25 лет» (2019)[6]
- Благодарственное письмо от первого заместителя председателя Государственной думы Российской Федерации (2021) — за большой вклад в укрепление мира и межконфессионального согласия в России[7]

Региональные
- Орден «За заслуги перед Республикой Дагестан» (2009)[8]
- Орден Почёта Республики Дагестан III степени (21 февраля 2023 года) — за большие заслуги перед Республикой Дагестан активную общественную деятельность[9]
- Медаль «За доблестный труд» (2021) — за заслуги перед Республикой Дагестан, достигнутые трудовые успехи и активную общественную деятельность[10]
- Почётный знак Республики Дагестан «За любовь к родной земле» (2016)
- Народный герой Дагестана (2015)[11]
- Юбилейная медаль «20 лет разгрома международных бандформирований» (2019)[12]
- Почётный знак «За укрепление межнационального мира и согласия» (Дагестан) (2019) — за заслуги в деле сохранения и укрепления межнационального, межконфессионального мира и согласия[13]

Награды в исламской сфере
- Памятная медаль «По случаю открытия комплекса Московской соборной мечети» (2015, ДУМ и СМР)
- Орден «За заслуги перед Уммой» I степени (2019, КЦМСК)[14]

Награды Русской православной церкви
- Орден Славы и чести (2024, РПЦ)[15]

Общественные
- Юбилейная медаль «50 лет РОССНАА» (2011, Российское общество солидарности и сотрудничества народов Азии и Африки)
- Золотой орден Миротворца (2018, Международный фонд «Миротворец»)[16]
- Юбилейная медаль «90 лет гражданской авиации Республики Дагестан» (2018)
- Медалью «За верность Отчизне» (2021, Общероссийская общественная организация инвалидов войны в Афганистане)[17]

## Семья
Состоит в браке с Айной (Патимат) Гамзатовой.
Дети: сыновья — Магомед и Ахмад (Гамзатов), дочери — Патимат, Хадижат и Хабиба.